# Andrei Vartic
Andrei Vartic (n. 21 octombrie 1948, Dănceni, raionul Ialoveni – 2 iunie 2009, Chișinău) a fost un fizician (USM, 1971), scriitor, publicist, orator, cercetător al vechilor culturi carpato-dunărene, regizor de teatru și film moldovean, deputat în primul Parlament al Republicii Moldova, 1990-1993.
Este unul din cei 278 de semnatari ai Declarației de Independență a Republicii Moldova. 
Andrei Vartic a fost unul din inițiatorii creării Mișcării Democratice din Moldova (27 mai - 3 iunie 1988), fondator și director al revistelor "Quo Vadis" și "Fără Machiaj", Fundației Culturale "Basarabia", Teatrului poetic, Institutului Civilizației Dacice, revistei de studii carpato-dunărene "Dava International", autor a peste 20 de cărți, unele apărute samizdat (copii clandestine făcute de mână), cât și a numeroase studii și articole publicate în reviste și ziare atât din Basarabia și România, cât și de peste hotare. La 10 iunie 2007 a fost ales prim-vicepreședinte al Forumului Democrat al Românilor din Moldova.

## Distincții
- 1982 Premiul Tineretului din Moldova (1982)
- 1996 Medalia „Meritul Civic”
- 2000 Medalia „Mihai Eminescu”
- 2006 Premiul de Excelență al Asociației Române pentru Patrimoniu
- 2006 Premiul Uniunii Scriitorilor din Republica Moldova pentru cartea „Întrebarea cu privire la Paleoinformatică”
- 2007 Premiul Special al Uniunii Scriitorilor din Republica Moldova pentru volumul „Cealaltă Românie” (Ploiești)
- 2008 Medalia „75 de ani de la nașterea poetului Nichita Stănescu”, Ploiești
- 2008 Premiul „Biblos” al Bibliotecii Naționale pentru cartea „Pendulul de la miezul nopții” (Bacău)
- 2009 Premiul Ministerului Culturii „Valeriu Cupcea”, post-mortem, pentru contribuție substanțială în domeniul artei teatrale
- 2009 Premiul Ministerului Culturii „Omnia”, post-mortem, la Salonul Internațional de Carte, ediția a XVIII-a
- 2010 Premiul „Remember” pentru cartea „Pendulul de la miezul nopții” (Bacău)
- 2010, 27 august Ordinul Republicii, post-mortem
- 2011 Premiul „Restutuțio” pentru cartea „Magistralele tehnologice ale civilizației dacice” (Bacău)
- 2012 Premiul Ministerului Culturii „Decebal” pentru cartea „Ospețele nemuririi” (Bacău)
- 2013 Premiul „Remember” pentru volumele „Drumul spre Kogaionon” și „Întrebarea cu privire la Paleoinformatică” (Bacău)
- 2014 Premiul Secției Naționale IBBY pentru cartea „Paravanul dintre actor și rol” (Bacău)
- 2014 Premiul „Remember” pentru cartea „Purificarea istoriei din oglinda scenei” (Bacău) 2015 Premiul „Remember” pentru cartea „Vals domol în vreme de lacrimi” (Bacău)

În 2012 a fost decorat cu Ordinul Republicii de către Președintele Republicii Moldova Nicolae Timofti. 2010
- Medalia „Meritul Civic” (1996)[3]

## Cărți publicate
- Cealaltă Românie, 2007
- Întrebarea cu privire la paleoinformatică, 2006
- Arhelologia paravanului de la Ripiceni - Izvor, 2003
- Purificarea istoriei din oglinda scenei, 2002
- O istorie geometrică a lui Homo Sapiens, 2000
- Variațiuni pe o temă de Levi-Strauss, 2000
- Rolist Eneas Ner Eneat, 1999
- Weg und WWW. A Portret of the World with Heidegger, 1999
- Kobayashi against Basho, 1999
- Introducere la pictură, 1998
- Drumul spre Kogaionon, 1998
- Magistralele tehnologice ale civilizației dacice, 1997
- Fierul-Piatra, Dacii-Timpul, 1997
- Catastrofa eliberării, 1996
- Ospețele Nemuririi, 1994
- Paravanul dintre actor și rol,1980
- Ion, 1976
- Scrisori din Bizanț, 1975
- Arta iubirii, 1974
- Pod peste fluviu, 1973
- Drum prin rime, 1972